# Pueblo Nuevo (Querecotillo)
Pueblo Nuevo es un caserío peruano ubicado en el distrito de Querecotillo, perteneciente a la provincia de Sullana del departamento de Piura, al norte del Perú. En el 2017 tenía una población de 91 habitantes.